# Liste der Monuments historiques in École-Valentin
Die Liste der Monuments historiques in École-Valentin führt die Monuments historiques in der französischen Gemeinde École-Valentin auf.

## Liste der Immobilien
| Bezeichnung     | Beschreibung | Standort                           | Kennzeichnung | Schutzstatus | Datum | Bild           |
| --------------- | --- | ---------------------------------- | ------------- | ------------ | ----- | -------------- |
| Château d’École | auch Château du Saint-Esprit; von 1557 bis 1559 für die Kommende Besançon der Hospitaliter vom Heiligen Geist erbaut | École, 7 rue de la Fontaine (Lage) | PA00101640    | Inscrit      | 1980  | weitere Bilder |

## Liste der Objekte
| Bezeichnung                  | Beschreibung                                                         | Standort                                        | Kennzeichnung | Schutzstatus | Datum | Bild |
| ---------------------------- | -------------------------------------------------------------------- | ----------------------------------------------- | ------------- | ------------ | ----- | ---- |
| Gemälde Beweinung Christi    | Ölfarbe auf Leinwand, bezeichnet 1601; nach Hieronymus Wierix        | École, in der Kapelle des Missionshauses (Lage) | PM25000679    | Classé       | 1908  |      |
| Gemälde Unterweisung Mariens | Ölfarbe auf Leinwand, vergoldeter Holzrahmen; nach Peter Paul Rubens | École, in der Kapelle des Missionshauses (Lage) | PM25000680    | Classé       | 1908  |      |
| Gemälde Pietà                | Ölfarbe auf Holz, 16. Jahrhundert                                    | École, in der Kapelle des Missionshauses (Lage) | PM25000681    | Classé       | 1975  |      |